# Equécrates (filósofo)
Equécrates fue un filósofo griego de la escuela de Pitágoras, nacido en Fliunte, y contemporáneo de Platón, quien le menciona en Fedón, como una ayuda para la trama de la obra. Él encuentra a Fedón, personaje homónimo del diálogo, algún tiempo después de la ejecución de Sócrates, y le pide que le cuente la historia de las últimas horas del famoso filósofo ajusticiado. La presentación de Fedón ocupa la mayor parte del resto del diálogo, aunque Equécrates la interrumpe, a veces, para hacer preguntas relevantes para retomar la discusión.
También lo citan Diógenes Laercio y Cicerón (quien en De Finis Terre le supone erróneamente locrio).